# Andrena neocypriaca
Andrena neocypriaca är en biart som beskrevs av Mavromoustakis 1956. Andrena neocypriaca ingår i släktet sandbin, och familjen grävbin. Inga underarter finns listade i Catalogue of Life.